# Conurbació Elda-Petrer
La conurbació Petrer-Elda està situada a l'interior de la província d'Alacant (País Valencià). Composta per les ciutats de Petrer i Elda forma, amb 88.164 habitants, el 6é nucli de població del País Valencià i el 47é d'Espanya (dades de 2006).

## Història
Si fins a l'any 1975 encara podia establir-se una línia divisòria aproximada, al barri anomenat precisament la Frontera, a partir d'aquesta data la unió física dels dos municipis fou ja completa, i es va haver de crear una mancomunitat de servicis, denominada en l'actualitat, Mancomunitat Intermunicipal de la Vall del Vinalopó.
Això no obstant, malgrat el contacte entre dues poblacions, es produeix a elles una dualitat lingüística, ja que Petrer és de població de parla valenciana i Elda ho és de parla castellana. Existixen algunes possibles rivalitats entre les dues poblacions, que s'aferren a la llengua i cultura pròpies des de fa molt de temps.
Petrer, assentada en els primers contraforts de la muntanya de la Serra del Sit, tenia la seua expansió obligadament cap a Elda. Petrer fou part activa de la revolució industrial del calçat a la vall, progressant des de la producció artesana de l'espardenya, junt amb la de la terrisseria, abandonada per la dificultat de la rendibilitat.

## Descripció
La frontera entre Petrer i Elda s'ha estés aproximadament de nord a sud travessant el centre urbà de les dues poblacions. Tant és així que fins i tot existixen llars amb habitacions o dependències que estan dividides entre ambdúes poblacions, i contribuixen de manera proporcional a la superfície dels municipis en matèria d'impostos.
La fesonomia de la zona de la frontera és fruit dels tractats entre les alcaldies de Petrer i Elda al moment de la planificació urbana de les llars de la zona, d'una manera que fa continuïtat als carrers que travessen les poblacions. Existixen carrers que canvien de nom segons es passa d'un municipi a l'altre i altres que delimiten amb el seu camí els dos termes municipals, com ara l'Avinguda del Mediterrani. Però altres carrers o avingudes tenen el mateix nom i només canvien la numeració dels portals (com a l'Avinguda de Madrid), fet que fa que la frontera siga tan subtil que la gran majoria d'habitants de la zona no aconsegueixen delimitar la mateixa.

## Demografia

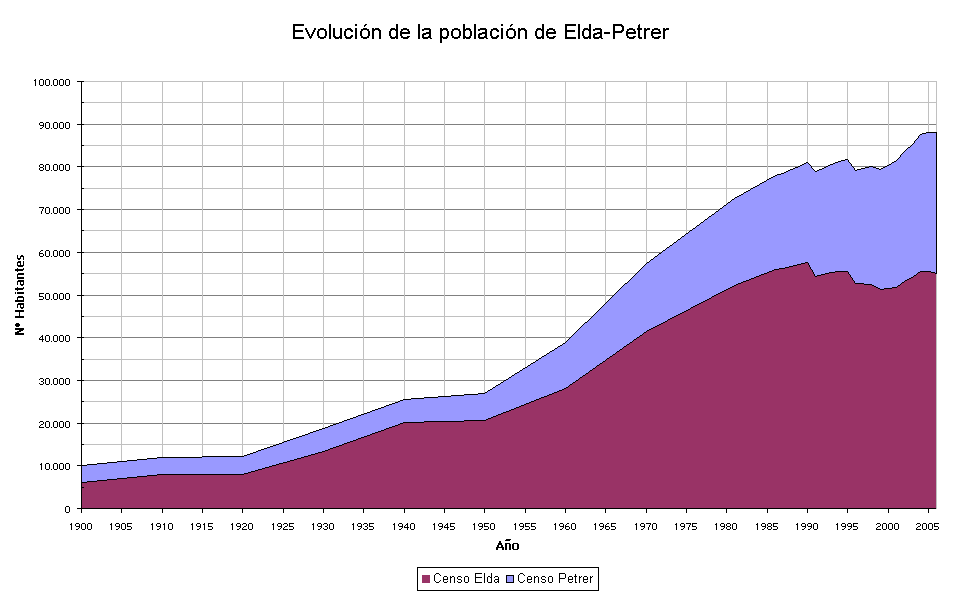
Evolució de la població de Petrer-Elda

## Infraestructures
Els principals centres comercials i d'oci o entreteniment es troben al terme municipal de Petrer, on destaquen el Centre Comercial "Bassa El Moro" i el Centre Comercial Carrefour-Vinalopó. Amb múltiples establiments de venda d'articles, bars, restaurants, sales de cinema, etc.
Entre les biblioteques destaquen: Les biblioteques Poeta Paco Mollà i Enric Amat de Petrer, aquesta última situada prop de la Frontera, i la biblioteca municipal d'Elda Alberto Navarro. A Elda també trobem la biblioteca José Capilla i la de la Fundació Paurides González.

### Mitjans de transport

#### Transport públic
Autobusos La conurbació té un servei d'autobusos dividits en 3 línies amb l'empresa concessionària Subus.
- L-1: Gasolinera Idella - Hospital Comarcal
- L-2: Petrer (C.P. La Hoya) - Hospital Comarcal
- L-3: Elda - Monòver

A més n'hi ha una estació d'autobusos situada a l'Avinguda de Madrid (Petrer), que és parada de trajectes que comuniquen Alacant amb Villena, Petrer amb Elx i Múrcia amb València, entre d'altres.
TrenPetrer-Elda té estació de tren, situada al terme municipal d'Elda.

## Àrea urbana d'Elda-Petrer-Novelda
L'àrea urbana de Petrer - Elda o, segons el projecte AUDES, àrea urbana d'Elda-Novelda és un conjunt urbà situat a la conca mitjana del Vinalopó al voltant de la conurbació dels municipis de Petrer i Elda. Conforma el cinquè entramat urbà del País Valencià quant a població.
Amb una densitat de 282,9 hab./km² engloba a un total de set municipis,que abasten una població de 167.486 habitants (INE, 2009) distribuïts en 591,9 km².
| Ciutat   | Comarca        | Població (hab) (INE 2009) | Extensió km² | Densitat hab/km² |
| -------- | -------------- | ------------------------- | ------------ | ---------------- |
| Elda     | Vinalopó Mitjà | 55.168                    | 45,8         | 1.204,5          |
| Petrer   | Vinalopó Mitjà | 34.523                    | 104,2        | 331,3            |
| Novelda  | Vinalopó Mitjà | 27.135                    | 75,7         | 358,4            |
| Asp      | Vinalopó Mitjà | 20.180                    | 70,9         | 284,6            |
| Monòver  | Vinalopó Mitjà | 13.060                    | 152,4        | 85,7             |
| Saix     | Alt Vinalopó   | 10.054                    | 63,5         | 158,3            |
| Montfort | Vinalopó Mitjà | 7.366                     | 79,5         | 92,6             |
| Total    | —              | 167.486                   | 591,9        | 282,9            |